# Gullvik
Gullvik är ett bostads-, industri- och affärsområde i stadsdelen Fosie, Malmö. 
Gullvik ligger mellan Nydalavägen/Eriksfältsgatan, Ystadvägen och Inre ringvägen och delas i två delar av Kontinentalbanan som går rakt igenom området. Längs områdets norra kant finns företag medan övriga delar består av villor och radhus. På norra delen är de flesta är byggda på 1980-talet, men många är äldre. I norra området ligger Gullviksskolan (F-6) och Gullviks förskola.
Bland de industriföretag som funnits i Gullvik finns KJ Levin, Gullviks fabriksaktiebolag och AB Zonen.

## Historik
År 1823 var gården på Hindby nr 3 i Fosie socken känd som Lovisaefrid (Lovisefrid från 1865), efter pastor Fribergs hustru Lovisa (född Sylwan, 1788). År 1898 byggdes kontinentalbanan mellan Malmö och Trelleborg.
Omkring sekelskiftet 1900 bytte gården namn till Gullvik. Bostadshuset låg mitt i korsningen av dagens Lillviksgatan och Silverviksgatan. Förrådsbyggnader, stall och lador sträckte sig i ett L bort mot Lövviksgatan. På avstyckad åkermark växte en rad egnahemsområden fram i Fosie, som Eriksfält, Maryhill och Gullvik. År 1920 grundades Gullviks fabriker av Philip Sandström (född 1893). Han hade tidigare drivit Philip Sandström & co men etablerade sin verksamhet på delar av gården i Gullvik. Den ursprungliga verksamheten omfattade tillverkning av remvax och smörjoljor för lantbruk. År 1931 inkorporerades Fosie socken i Malmö. År 1932 utvidgades verksamheten i Gullvik, bygglov beviljades för fabriken på södra området. År 1947 flyttades en del av tillverkningen vid Gullviks Fabriks AB till Johanneslust när företaget tog över Matakis (Malmö Takpappfabrik och Kemisk Industri) lokaler som hade haft verksamhet på Johanneslust sedan 1904, men flyttade till nybyggda lokaler i Industrihamnen. År 1974 såldes fastigheterna som fram till dess varit i Gullviks ägo till P Nilssons Bygg AB. Under 1950-, 60- och 70-talen bedrevs enligt vissa uppgifter annan verksamhet av hyresgäster i några av fastigheterna. År 1975 revs direktörsvillan. Gustav Magnusson, som var vice vd på Gullviks Fabriks fram till 1974, bodde i villan på Silverviksgatan, alldeles intill Gullviks Fabriks AB:s gamla fabriksområde. Året därpå plockades samtliga fönsterbågar, ytterdörrar, parkettgolv och annat efterfrågat material bort från villan som revs. År 1978 bebyggdes tomterna som PNB sålt vidare.